# ラファーエル・ヴィッキー
ラファーエル・ヴィッキー（Raphaël Wicky、1977年4月26日 - ）は、スイス・ロイッガーン出身の元同国代表サッカー選手。2022年よりBSCヤングボーイズの監督を務める。
プロデビューをしたFCシオンでは1995年から1997年とスイス・カップ3連覇を果たし、自身の評価を高めた。1997年から在籍したブレーメンでは、1998年にクラブのサポーターが選出する年間最優秀選手賞を受賞し、同年にスイスサッカー協会が選ぶスイス年間最優秀選手賞も受賞した。

## 経歴

### クラブ
16歳でFCシオンのトップチームデビューを果たすと、1997年に自身初の海外挑戦となるヴェルダー・ブレーメンへと移籍した。ブレーメンでは1998-99シーズンにDFBポカールを獲得し、チームに貴重なタイトルをもたらした。2000年に当時セグンダ・ディビシオン(2部)に在籍していたアトレティコ・マドリードへと移籍したものの、スペインの環境に馴染めず1年で退団した。
2001年の冬、ヴィッキーはドイツのハンブルガーSVへと移籍をした。加入当初は安定した出場機会を得ていたが、2005年から度重なる怪我によりベンチを温める時間が増えた。それでもUEFAチャンピオンズリーグやUEFAカップにはほぼ毎試合起用された。2007年にシオンに移籍するまで2つのタイトル、DFLリーガポカールを獲得した。
その後はプロデビューをしたクラブのシオンに戻り、現役最後のクラブとして2008年に加入したクラブ・デポルティボ・チーヴァス・USAで15年に渡る現役生活を終えた。

### 代表
17歳でA代表に招集されて以降定期的に招集され、UEFA EURO '96やUEFA EURO 2004、2006 FIFAワールドカップに参加した。

### 指導者
2009年にマルティン・シュミット監督の下でFCトゥーンのU21コーチに就任し、翌年からセルヴェットFCのユースを指導。2013年から2017年までFCバーゼルのユースやU21チームを指導し2017年にトップチームの監督に就任した。格下相手に敗北するなど不安定な成績を残し、それまでバーゼルはリーグ8連覇を記録していたが、リーグ優勝をBSCヤングボーイズに奪われてしまった。2018-19シーズンも引き続き監督を務めるも、第1節のFCザンクト・ガレンに敗れ解任された。
2019年からアメリカ合衆国代表のU-17チームを指揮。2019 FIFA U-17ワールドカップ本大会ではグループリーグで敗退した。
2020年1月にメジャーリーグサッカーに属するシカゴ・ファイアーFCの監督に就任した。
2022年6月2日、母国BSCヤングボーイズの監督に招聘され、2年契約を結んだ。

## 代表歴

### 出場大会
- スイス代表
  - 2006 FIFAワールドカップ

### 試合数
- 国際Aマッチ 75試合 1得点（1996年-2007年）[2]

| スイス代表 | 国際Aマッチ | 国際Aマッチ |
| 年         | 出場        | 得点        |
| ---------- | ----------- | ----------- |
| 1996       | 5           | 0           |
| 1997       | 8           | 0           |
| 1998       | 6           | 0           |
| 1999       | 8           | 0           |
| 2000       | 4           | 0           |
| 2001       | 4           | 0           |
| 2002       | 6           | 0           |
| 2003       | 7           | 0           |
| 2004       | 10          | 0           |
| 2005       | 5           | 1           |
| 2006       | 11          | 0           |
| 2007       | 1           | 0           |
| 通算       | 75          | 1           |

## 監督成績
20年月日現在
| クラブ                  | 国                 | 就任           | 退任           | 記録 | 記録 | 記録 | 記録 | 記録 | 記録 | 記録 | 記録   |
| クラブ                  | 国                 | 就任           | 退任           | 試   | 勝   | 分   | 敗   | 得   | 失   | 差   | 勝率   |
| ----------------------- | ------------------ | -------------- | -------------- | ---- | ---- | ---- | ---- | ---- | ---- | ---- | ------ |
| バーゼル                | スイスの旗         | 2017年6月3日   | 2018年7月26日  | 51   | 29   | 9    | 13   | 94   | 54   | +40  | 056.86 |
| アメリカ合衆国代表 U-17 | アメリカ合衆国の旗 | 2019年3月8日   | 2019年12月27日 | 17   | 9    | 2    | 6    | 39   | 27   | +12  | 052.94 |
| シカゴ・ファイアー      | アメリカ合衆国の旗 | 2019年12月27日 |                | 23   | 5    | 8    | 10   | 33   | 39   | −6   | 021.74 |
| 合計                    | 合計               | 合計           | 合計           | 91   | 43   | 19   | 29   | 166  | 120  | +46  | 047.25 |

## 獲得タイトル

### 選手時代
FCシオン
- スイス・スーパーリーグ:1回 (1996-97)
- スイス・カップ:3回 (1995、1996、1997)

ヴェルダー・ブレーメン
- DFBポカール:1回 (1988-99)
- UEFAインタートトカップ:1回（1998）

ハンブルガーSV
- DFLリーガポカール:1回 (2003)
- UEFAインタートトカップ:1回（2005）

個人
- ヴェルダー・ブレーメン年間最優秀選手賞:1回 (1998)
- スイス年間最優秀サッカー選手賞:1回(1998)